# Saksere
 Der er for få eller ingen kildehenvisninger i denne artikel, hvilket er et problem. Du kan hjælpe ved at angive troværdige kilder til de påstande, som fremføres i artiklen.

Sakserne var et folkeslag fra det nuværende Niedersachsen og Holsten.
Sammen med angler og jyder bosatte de sig i det 5. århundrede i Britannien, der ikke længere var en romersk provins. Anglerne og sakserne grundlagde en række kongedømmer, der bestod som jarledømmer efter normannernes invasion under Vilhelm Erobreren i 1066. Det kan ses af, at engelsk hedder saesneg (egentlig: saksisk) på walisisk, som er den sidste rest af keltisk.
De saksere, der blev hjemme, blev overvundet af Karl den Store og indlemmet i Frankerriget. Efter flere oprørsforsøg blev mange dræbt, flere flygtede til Danmark, og andre blev tvangsforflyttet for at undgå nye oprør.
Det gamle stammehertugdømme Saksen er i dag delt mellem de tyske delstater Niedersachsen, Hamburg, Bremen, Sachsen-Anhalt og Slesvig-Holsten. Den tyske delstat Sachsen ligger meget længere mod sydøst end det gamle Sachsen (i et thüringsk-talende område), fordi markgreven af Meissen i 1423 også blev hertug af Sachsen, hvorefter hele hans rige blev omtalt som Sachsen.

## Oprindelsen til navnet
Ordet 'Sakser' menes at stamme fra ordet seax, som refererede til enkeltbladede knive. Sakserne blev af Karl den Stores historiker Einhard  bedømt som særligt krigeriske og voldsomme.

## Beslægtede ord
- I Transsylvanien kaldes de tyske-talende indvandrere "saşi" – tysk: "Siebenbürgen Sachsen"
- I Skotland bruger man det nedsættende ord "sassenach" for englænderne
- I Finland og Estland bruger man navnene "Saksa" og "Saksamaa" for at betegne Tyskland